# Alonso de Villegas
Alonso de Villegas, également connu pour son personnage Selvago (Tolède, 1534 - 1603), est un ecclésiastique et écrivain espagnol.
Selvago, un nom qui est pratiquement un acronyme de son nom de famille, pourrait être son second nom de famille, d'origine génois.

## Biographie
Alonso de Villegas naît à Tolède en 1534.
Étudiant puis professeur de théologie à l'université royale de Tolède, il devient aumônier mozarabe dans sa cathédrale et bénéficiaire dans les églises de San Sebastián et San Marcos (es) de la même ville, où il a vécu la majeure partie de sa vie,.
À l'âge de vingt ans, Alonso de Villegas écrit pendant ses études son ouvrage le plus important : la Comedia selvagia. Il est déjà clerc sacristain, avec des ordres mineurs, dans la chapelle mozarabe, et son œuvre est publiée en 1554. Il raconte les amours d'un chevalier nommé Selvagio avec une illustre dame nommée Isabela, la procuratrice Dolosina, petite-fille de Claudina, amie et compagne de Celestina et fille de Parmenia.
Ces amours de jeunesse avec Isabel de Barrionuevo, dont l'œuvre est peut-être le reflet, ne vont pas plus loin et Villegas se réfugie dans la vie religieuse et dévote et est ordonné prêtre. Ainsi, son deuxième ouvrage est un Flos sanctorum (es) populaire, six volumes imprimés entre 1578 et 1589 avec les vies de Jésus-Christ, de Marie, des douze apôtres, de tous les saints priés par l'Église catholique, des patriarches et des prophètes de l'Ancien Testament, des saints dits « extravagants » (ceux qui ne figurent pas encore dans le Bréviaire romain) et de nombreux autres hommes d'une vertu éminente.
En 1602, un an avant sa mort, il donne son approbation amicale à une autre biographie dévotionnelle, la Vida, excelencias y muerte del gloriosísimo patriarca San José (« Vie, excellences et mort du très glorieux Patriarche Saint Joseph », 1604), du Tolédan José de Valdivielso (es), qui connaîtra un formidable succès.

## Œuvre

### Analyse
Ses seules œuvres connues sont la Comedia llamada Selvagia: en que se introduzen los amores de un cavallero llamado Selvago con una ilustre dama dicha Ysabela, efetuados por Dolosina, alcahueta famosa (« Comédie appelée Selvagia : dans laquelle sont présentées les amours d'un chevalier appelé Selvago avec une dame illustre appelée Ysabela, menées par Dolosina, une célèbre entremetteuse », Tolède : Joan Ferrer, 1554), une Vida de San Isidro Labrador (« Vie de Saint Isidore Labrador », Madrid, 1592), une Vida de San Tirso (« Vie de Saint Thyrse[Lequel ?] », Tolède, 1592) et un Flos sanctorum (es) en six volumes, ; enfin, un recueil de divers contes manuscrits que Tomás Tamayo de Vargas (es) a réussi à lire a été perdu.

### Comedia selvagia
La Comedia selvagia a été composée pendant ses études, à l'âge de vingt ans, alors qu'il est déjà clerc sacristain, avec des ordres mineurs, dans la chapelle mozarabe, et a été publiée en 1554. Les critiques le considèrent, avec La Dorotea de Lope de Vega, comme la meilleure imitation de La Célestine, de Fernando de Rojas. Comme son modèle, il comporte des vers acrostiches au début, dans lesquels sont indiqués l'auteur et son âge :

« Alonso de Villegas Selvago compvso la Comedia Selvagya en servycyo de su sennora Ysabel de uarryonvevo siendo de edad de veynte annos en Toledo sv patria. »

Il raconte les amours d'un chevalier nommé Selvagio avec une illustre dame nommée Isabela, la procuratrice Dolosina, petite-fille de Claudina, amie et compagne de Celestina et fille de Parmenia. Selon Marcelino Menéndez y Pelayo, Villegas « manifeste les excellents dons qui devaient lui donner une place très distinguée parmi les prosateurs des meilleurs temps de notre langue [...] il a imaginé une fable propre au théâtre, il lui a donné un début ingénieux et un dénouement insolite, il l'a embellie de vicissitudes agréables et dans le développement de son plan il s'est montré [...] habile ». Dans la même étude, après avoir fait référence aux jugements sévères de Bartolomé José Gallardo et George Ticknor sur le style de l'œuvre, il écrit de sa prose que « si elle est emphatique et maniérée dans les pièces d'appareil, comme les raisonnements et les lettres, elle est vive, naturelle et savoureuse dans la plupart des dialogues, surtout dans la bouche des personnages secondaires ». Adolfo Bonilla (es) considère la Selvagia comme « une œuvre d'un artifice ingénieux et d'une langue et d'un style très appréciables ». D'autre part, María Rosa Lida de Malkiel compte la Selvagia parmi les plus heureuses imitations de l'œuvre de Rojas.

### Liste de ses œuvres
- Comedia llamada Selvagia: en que se introduzen los amores de un cavallero llamado Selvago con una ilustre dama dicha Ysabela, efetuados por Dolosina, alcahueta famosa (Tolède, Joan Ferrer, 1554) ;
- Vida de San Isidro Labrador (Madrid, 1592) ;
- Vida de San Tirso (Tolède, 1592) ;
- Flos sanctorum. Primera parte (Tolède, Diego de Ayala, 1578) ;
- Flos sanctorum nuevo y historia general de la vida y hechos de Jesu Christo y de todos los santos de que reza y haze fiesta la Iglesia Catholica (Saragosse, Domingo de Protonariis, 1580).Réimprimé à Tolède en 1582, est rajouté au titre : « conforme al breviario romano » et « quitadas algunas cosas apochrifas y inciertas ».

## Iconographie

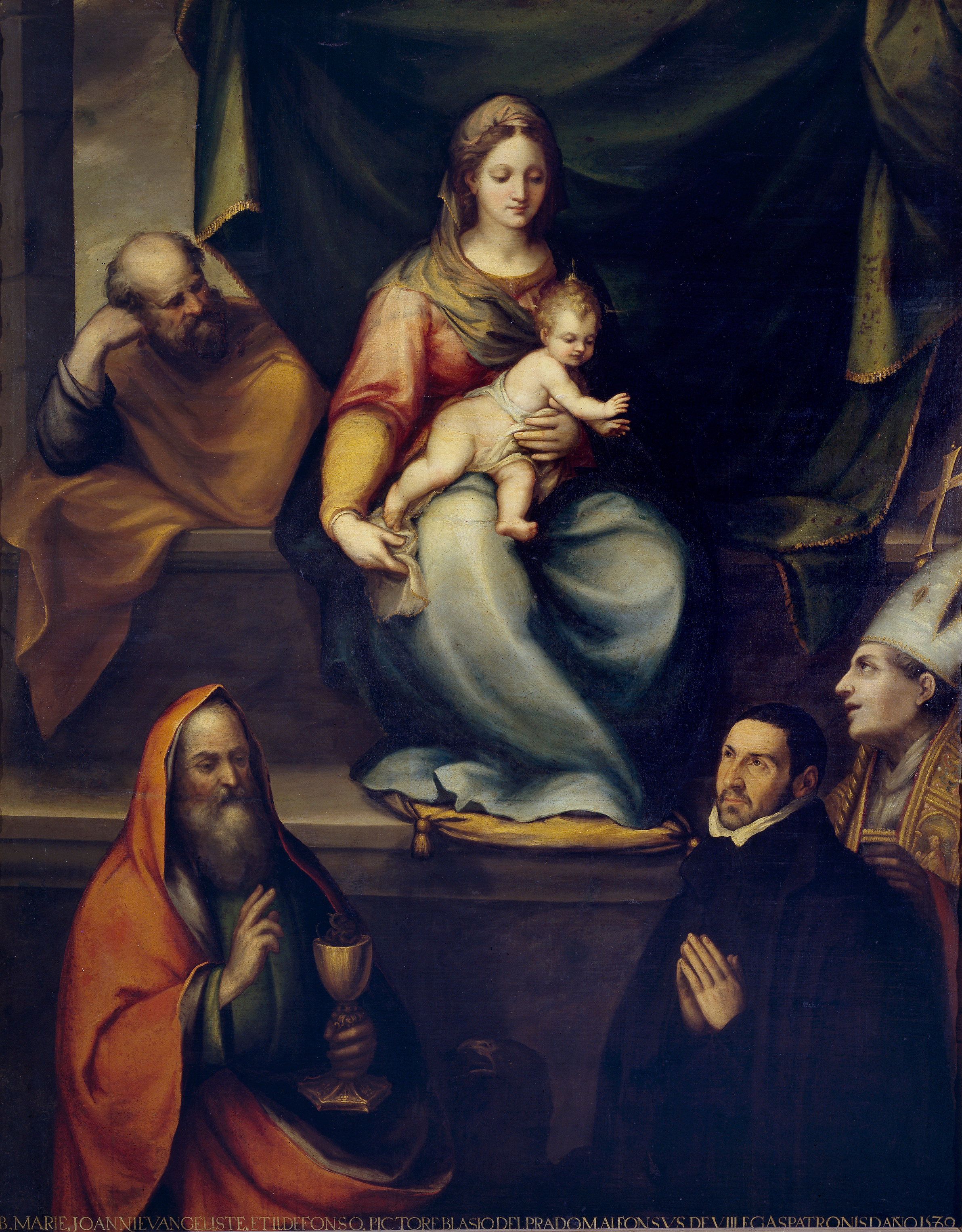
La Sagrada Familia, San Ildefonso, San Juan Evangelista y el maestro Alonso de Villegas (1589, musée du Prado, Madrid).

Un portrait d'Alonso de Villegas est visible au musée du Prado dans un tableau du peintre tolédan Blas de Prado ; il se trouve entre deux saints de sa dévotion particulière, saint Jean l'Évangéliste et le saint Ildefonse de Tolède, devant et au-dessous de la Sainte Famille, qui sert de modèle.